# Энгл, Клайд
Артур Клайд Энгл (англ. Arthur Clyde Engle; 19 марта 1884, Дейтон, Огайо — 26 декабря 1939, Бостон, Массачусетс) — американский бейсболист. Выступал за ряд клубов Главной лиги бейсбола и Федеральной лиги. Выходил на поле на всех позициях, кроме питчера и кэтчера. Победитель Мировой серии 1912 года в составе клуба «Бостон Ред Сокс». После завершения карьеры игрока работал тренером студенческих команд.

## Биография
Артур Клайд Энгл родился 19 марта 1884 года в Дейтоне в Огайо. Он был младшим из трёх сыновей в семье инженера Айзека Энгла и его супруги Лины. В бейсбол он начал играть в различных командах из города и его окрестностей. Профессиональную карьеру Энгл начал в 1903 году в составе команды «Нэшвилл Волантирс» из Южной ассоциации. Годом позже он играл за «Дейтон Ветеранс», а затем подписал контракт с командой Южно-Атлантической лиги «Огаста Туристс». Там среди его партнёров были Эдди Сикотт и Тай Кобб. В 1905 году Энгл с показателем эффективности 26,5 % входил в число лучших отбивающих «Огасты». Главный тренер «Детройт Тайгерс» Билл Армор задумывался о его переводе в основной состав, но в конце лета результативность Энгла снизилась, а вместо него в Главную лигу бейсбола уехал Кобб.
Энгл продолжил карьеру в младших лигах. Три следующих сезона он провёл в составе клуба «Ньюарк Сейлорс», где был игроком основного состава и продолжал прогрессировать. Перед стартом чемпионата 1909 года контракт ему предложил клуб Американской лиги «Нью-Йорк Хайлендерс». В своём первом сезоне в Главной лиге бейсбола Энгл сыграл в 135 матчах, выходя на позиции левого и центрального аутфилдера. Его показатель отбивания составил 27,8 %, третий в команде. За внешнее сходство с борцом Георгом Гаккеншмидтом Энглу дали прозвище «Хак».
В самом начале регулярного чемпионата 1910 года «Хайлендерс» продали его контракт «Бостону». В новой команде Энгл в основном выходил на позиции игрока второй и третьей баз, несколько матчей провёл в аутфилде и на месте шортстопа. По итогам сезона его показатель отбивания составил 26,4 %. В 1911 году он увеличил его до 27,0 %. В чемпионате 1912 года конкуренция в инфилде «Ред Сокс» была очень высокой и Энгл стал универсальным запасным, выходя на любую позицию по необходимости. Он принял участие всего в 54 матчах, отбивая с показателем 23,4 %. В победной для команды Мировой серии он выходил на поле как пинч-хиттера. В десятом иннинге решающего восьмого матча Энгл выбил дабл, а затем набрал ран, сделавший счёт 2:2.
Сезон 1913 года он провёл на первой базе, допуская много ошибок, но очень результативно играя на бите. Показатель отбивания Энгла по итогам чемпионата составил 28,9 %, он выбил 17 даблов и 12 триплов. В межсезонье он одним из первых игроков «Ред Сокс» подписал новый контракт, но в начале 1914 года в прессе появились сообщения, что Энгл может уйти в новую Федеральную лигу. Чемпионат он начал в «Бостоне», но играл неудачно. К августу он принял участие всего в 59 матчах, его эффективность на бите составила только 19,4 %. Низкие результаты привели к его отчислению. Оставшуюся часть сезона и весь следующий год он провёл в «Баффало» в Федеральной лиге.
В начале 1916 года Федеральная лига была расформирована. Энгл подписал контракт с «Кливлендом», но провёл за команду всего одиннадцать матчей. Одновременно он выполнял обязанности тренера на первой базе. Концовку сезона Энгл провёл в роли играющего тренера команды Западной лиги «Топика Сэвиджес». После этого он объявил о завершении спортивной карьеры.
Во время Первой мировой войны Энгл работал на верфи в Куинси и играл за заводскую команду. В 1919 году его пригласили на должность главного тренера команды Вермонтского университета, а ещё через год бывший партнёр по «Ред Сокс» Смоки Джо Вуд пригласил Энгла на место тренера команды новичков в Йельском университете. Этот пост он занимал в течение следующих восемнадцати лет, одновременно работая скаутом для ряда профессиональных команд.
Клайд Энгл скончался 26 декабря 1939 года в бостонском отеле «Ленокс» в результате сердечного приступа.